# Na vaší straně
Na vaší straně je spotřebitelský magazín TV Nova, vysílaný od roku 2024.
V současné době je pořad vysílán každé úterý od cca 23:00, stopáž je přibližně 35 minut.
Kromě aktuálních spotřebitelských reportáží, jako například sledování cen a kvality potravin nebo bojů jednotlivců s úřady, obsahuje pořad i pravidelné rubriky, rozhovory s odborníky na dané téma či rady a tipy, jak konkrétní problém vyřešit či jak dále postupovat. U dlouhodobých kauz mapuje redakce jejich vývoj a pravidelně diváky informuje, co je v dané kauze nového a zda se již povedlo problém vyřešit. Moderátorkou pořadu je Linda Nguyenová, mezi hlavní reportéry patří Jan Zálužský a Jindřich Ginter.